# Pie-Eyed
Pie-Eyed è un cortometraggio muto del 1925 diretto da Scott Pembroke e Joe Rock, prodotto da Joe Rock con Stan Laurel. Venne distribuito in Italia nel 1929 con il titolo Picotin Nottambulo (Stan Laurel negli anni venti veniva soprannominato in Italia Picotin o Schizzo). Nel 1939, sotto l'intervento di Nino Giannini, venne sonorizzato negli studi Titanus e ridistribuito nei cinema italiani con il titolo L'ultima avventura di Stanlio.
Nel 1967, fu ripreso nelle sale di montaggio italiane, tagliato, commentato da un narratore e usato per introduzione al film del 1938 Vent'anni dopo, interpretato sempre da Laurel al fianco di Oliver Hardy, con il nuovo titolo italiano Stanlio & Ollio Teste Dure.
Il cortometraggio fu distribuito in America il 30 marzo 1925.

## Trama
Una sera in un night club, Stanlio si diverte troppo e si ubriaca.
Dopo aver cercato di dirigere l'orchestra e aver molestato la moglie del capo viene buttato fuori; così si dirige verso casa sua.
L'incontro con un poliziotto scatenerà numerosi equivoci e scene spassose...

## Cast
- Stan Laurel - Stanlio, l'ubriaco
- Glen Cavender - Manager del nightclub
- Thelma Hill - Ragazza nel nightclub